# Prolacerta
Prolacerta – rodzaj wczesnego archozauromorfa przypominającego sylwetką i rozmiarami współczesne jaszczurki. Odnaleziona we wczesnotriasowych osadach Afryki (RPA, warstwy Lystrosaurus) i Antarktydy (Formacja Fremouw). Dawniej uznawana za ogniwo pośrednie między prymitywnymi permskimi diapsydami, takimi jak Youngina, a jaszczurkami. Poparte to było brakiem łuku jarzmowego, ale późniejsze badania wykazały, że absencja tej struktury jest cechą obecną już u wspólnego przodka lepidozaurów i archozaurów. Sugerowany kinetyzm czaszki (tak jak ma to miejsce u jaszczurek i węży) również został zanegowany. Prolacerta została później przeniesiona do grupy Archosauromorpha, do nowo utworzonego rzędu Prolacertiformes, który okazał się polifiletyczny. Obecnie umiejscawia się ją blisko kladu Archosauriformes obejmującego m.in. archozaury. Znana z licznego materiału, obejmujących zarówno pozostałości czaszki jak i szkieletu pozaczaszkowego. Jej młodszym synonimem jest Pricea longiceps Broom i Robinson 1948 znana również z zony Lystrosaurus. Również Kadimakara Bartholomai, 1979 z wczesnego triasu Australii może okazać się synonimem prolacerty.